# Drewinie
Drewinie (ukr. Древині) – wieś na Ukrainie w rejonie włodzimierskim obwodu wołyńskiego.
Do 2020 w rejonie iwanickim.